# Campylocheta magnicauda
Campylocheta magnicauda là một loài ruồi trong họ Tachinidae.